# Pandercetes ochreus
Pandercetes ochreus là một loài nhện trong họ Sparassidae.
Loài này thuộc chi Pandercetes. Pandercetes ochreus được Henry Roughton Hogg miêu tả năm 1922.